# 1366 w polityce

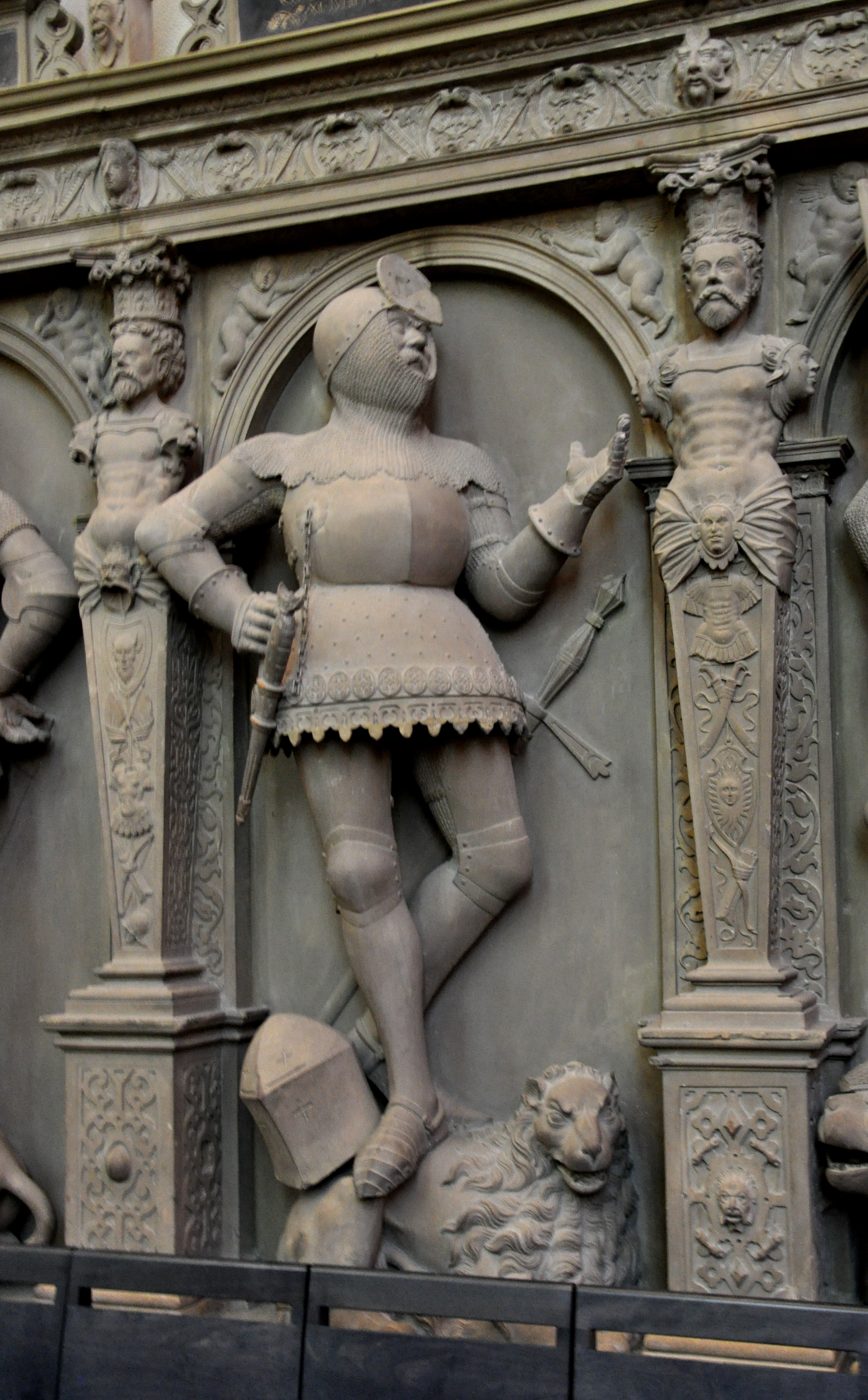
Ulryk IV Wirtemberski

Wydarzenia polityczne w 1366 roku.

## Zmarli
- 24 lipca Ulryk IV, książę Wirtembergii[1].